# Classe Almirante Brown
A Classe Almirante Brown (tipo MEKO 360H2) é uma classe de navios de guerra do tipo contratorpedeiros construidos para a Marinha de Guerra da Argentina e comissionados para esta mesma entre 1983 e 1984, estando no serviço ativo desde então.
Em 2005, a embarcação ARA Sarandí se tornou o navio almirante da Frota argentina.

## Navios na classe
| Número de amura | Nome            | Estaleiro    | Batimento de quilha   | Lançamento              | Situação           |
| --------------- | --------------- | ------------ | --------------------- | ----------------------- | ------------------ |
| D-10            | Almirante Brown | Blohm + Voss | 8 de setembro de 1980 | 28 de março de 1981     | Todos em atividade |
| D-11            | La Argentina    | Blohm + Voss | -                     | 25 de setembro de 1981  | Todos em atividade |
| D-12            | Heroína         | Blohm + Voss | -                     | 17 de fevereiro de 1982 | Todos em atividade |
| D-13            | Sarandí         | Blohm + Voss | 9 de março de 1982    | 31 de agosto de 1982    | Todos em atividade |